# Хорошо висящий любовник
Хорошо висящий любовник (англ. Well Hung Lover) — работа 2006 года граффити-художника Бэнкси на стене на улице Фрогмор в английском городе Бристоль. Она также известна под названиями Голый мужчина, висящий из окна (англ. Well Hung Lover) или просто Голый мужчина (англ. Naked Man). 
Стена с граффити принадлежала клинике сексуального здоровья. Работа стала первым легальным произведением уличного искусства в Великобритании после решения городского совета Бристоля, в результате чего она попала под защиту государства, несмотря на изображённую наготу. На ней изображён голый мужчина, свисающий из окна, в то время как другой мужчина высматривает его на улице, находясь рядом с женщиной в нижнем белье. 
В 2009 году фреска была испорчена из пейнтбольного пистолета, что привело к её частичной реставрации городским советом. Однако, некоторые брызги краски остались на граффити. «Хорошо висящий любовник» был испорчен во второй раз в 2018 году с помощью чёрной краски из баллончика.

## Описание
«Хорошо висящий любовник» представляет собой трафаретное граффити. На нём изображён голый мужчина, висящий на подоконнике за счёт правой руки; левой рукой он прикрывает свои гениталии. Из окна смотрят два человека: мужчина в костюме слева и женщина в нижнем белье справа, касающаяся его плеча. Одетый мужчина очевидно является мужем женщины и, подозревая её в измене, пристально выглядывает из окна, ища любовника.

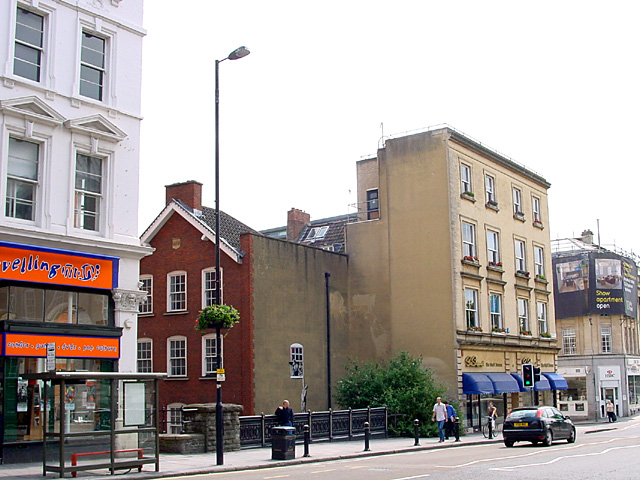
«Хорошо висящий любовник», вид с Парк-стрит в 2006 году. Клиника сексуального здоровья Брук — красное кирпичное здание посередине, с граффити на боковой стене.

Во время своего создания граффити было нанесено по трафарету на боковую стену Клиники сексуального здоровья Брук на Фрогмор-стрит, которая позднее переехала на другой адрес. Для того, чтобы подняться на соответствующую высоту и сохранить секретность фрески во время её создания, к стене были возведены строительные леса, покрытые брезентом. Через три дня городской совет удалил леса, обнажив произведение искусства. Находящаяся примерно в 5 метрах над уровнем улицы работа расположена почти на одном уровне с мостом Парк-стрит и лучше всего просматривается с него.

## История

«Хорошо висящий любовник» в 2007 году, до своего повреждения.

«Хорошо висящий любовник» появился в то время, когда городской совет Бристоля вёл активную политику против граффити; также враждебно он отнёсся и к работе Бэнкси. Однако, некоторые горожане выступили в защиту «Хорошо висящего любовника», отмечая, что он останется украшением района. В результате общественного давления городской совет организовал онлайн-опрос, спрашивающий, следует ли сохранить граффити Бэнкси.  97% респондентов ответили положительно, в результате «Хорошо висящий любовник» стал первым легальным произведением уличного искусства в Великобритании. Но городской совет подчеркнул, что это является исключением, и что к будущим произведениям уличного искусства толерантное отношение не будет обязательным.

### Порчи
В ночь на 22 июня 2009 года, через 10 дней после выставки «Бэнкси против Бристоля» в Бристольском городском музее и художественной галерее, граффити было испорчено семью синими пейнтбольными шариками, выпущенными в работу Бэнкси из пейнтбольного ружья. Вандал так и не был идентифицирован, хотя среди подозреваемых значился Король Роббо, из-за его тогдашнего соперничества с Бэнкси.
Член городского совета Гэри Хопкинс выразил возмущение по поводу вандализма и пообещал, что местные власти удалят пятна от этих красок. Три из семи пятен были удалены, но четыре были оставлены из-за опасности повредить работу.

Надписи, нанесённые ниже и рядом с «Хорошо висящим любовником» в 2018 году.

«Хорошо висящий любовник» был вновь испорчен 24 февраля 2018 года. Чёрные граффити-надписи были нанесены рядом и ниже работы Бэнкси, представляя собой слова "KAPE", "SOAK" и "FUCK BANKSY". Ноги повешенного тоже были опрысканы краской.